# Агар-агар
Агар-агар (от малайското агар-агар за червени водорасли, но означава и желе ) е продукт (смес на полизахаридите агароза и агаропектин), получен по пътя на екстракцията от червени (филофора) и кафяви водорасли (Gracilaria, Gelidium, Ceramium и др.), растящи в Бяло море и Тихия океан.
Агар-агар е растителен заместител на желатина.
Във воден разтвор образува трайно желе. Използва се в лаборатории като хранителна среда за микроорганизми, в сладкарството и др.